# Demian János
Demian János (Pónik, 1714 – Selmecbánya, 1770. április 4.) evangélikus lelkész.

## Élete
Pónikból, Zólyom vármegyéből származott, 1738. április 26-ától a wittenbergi egyetemen tanult. Hazájába visszatérve 1745. január 10.-én Kiszellőre ordináltatott papnak; innét 1746-ban Osztrolukára, 1749-ben Selmecbányára ment lelkésznek.

## Munkái
Die ehrerbietung gogen die himmlische und irdische Majestät, bey der frohen Ankunft Ihro röm.-königl. Majestät Josephi II… den 22. Juli 1764. Hely n.